# Llista de boscos nacionals dels Estats Units

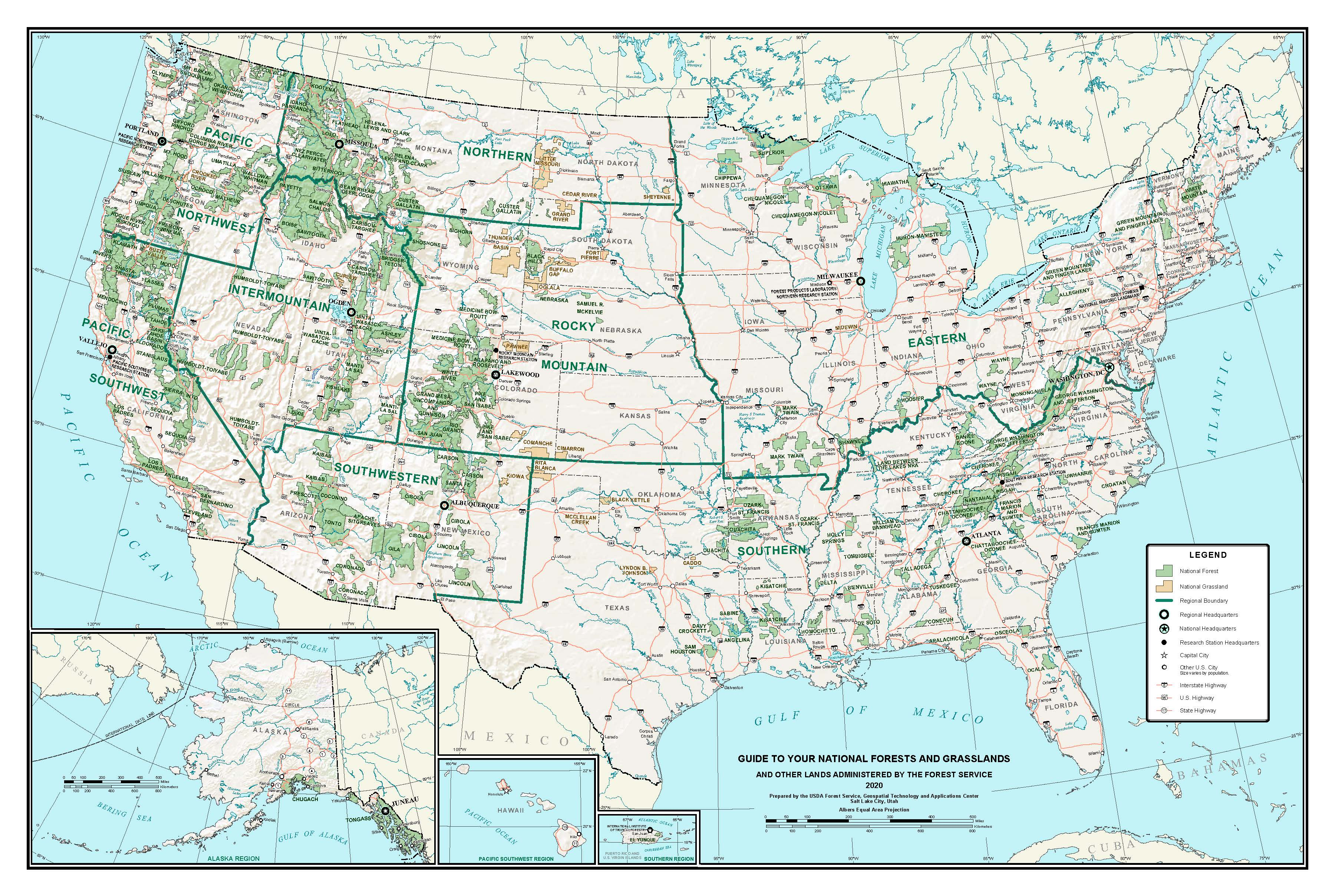
Boscos nacionals i praderies nacionals dels Estats Units

Aquesta llista de boscos nacionals dels Estats Units comprèn 154 àrees protegides, conegudes com a "boscos nacionals" (National Forests), que cobreixen més de 762.000 quilòmetres quadrats. El sistema de boscos nacionals és gestionat pel Servei Forestal dels Estats Units (U.S. Forest Service o USFS), una agència del Departament d'Agricultura dels Estats Units.

## Història
El primer bosc nacional es va establir sota el nom Reserva de Terrenys de Fusta del Parc de Yellowstone el 30 de març de 1891, aleshores gestionat pel Departament d'Interior dels Estats Units. La Llei orgànica de l'administració del Servei Forestal (Forest Service Organic Aministration Act) de 1897 (comunament coneguda com la Llei Orgànica de 1897) va establir les circumstàncies sota les quals terres de títol públic podrien ser declarades reserves naturals, com ara la protecció dels boscos, l'abastament d'aigua i el subministrament de fusta. Amb la Llei de reserves forestals (Forest Reserve Act) de 1891, al president dels Estats Units se li va donar el poder d'establir reserves forestals a terres públiques. Amb la Llei de transferència (Transfer Act) de 1905, les reserves forestals van passar a ser responsabilitat del Departament d'Agricultura sota la jurisdicció del Servei Forestal dels Estats Units, llavors una organització de recent creació.
El 1907, en resposta a l'increment de més del 100 per cent de la superfície de les reserves forestals per part del president Theodore Roosevelt, el Congrés dels Estats Units va decidir limitar la capacitat del president per declarar noves reserves. El Sistema de Boscos Nacionals (National Forest System) es va sotmetre a una important reorganització el 1908, i el 1911 el Congrés va autoritzar noves addicions al sistema sota l'autoritat de la Llei Weeks (Weeks Act). La Llei d'usos múltiples i rendiment sostingut (Multiple-Use Sustained-Yield Act) de 1969 va ampliar els objectius de gestió que la Llei Orgànica de 1897 va establir per incloure temes relacionats amb "la recreació a l'aire lliure, les pastures, la fusta, les conques hidrogràfiques, la vida silvestre i la pesca," així com l'establiment d'àrees salvatges.
A partir del 30 de setembre de 2015, el Servei Forestal administra un total de 780.728.15 quilòmetres quadrats; 762.169.48 del total constitueixen boscos nacionals. Les àrees addicionals inclouen 20 praderies nacionals (national grasslands), 57 unitats de compra (purchase units), 16 àrees experimentals i de recerca (research and experimental areas), set projectes d'utilització de terra (land utilization projects) i 28 altres àrees. El Sistema Nacional de Boscos té una extensa i complicada història de reorganització. A partir d'abril de 2016, el Servei Forestal gestiona 11 monuments nacionals designats pel president dels Estats Units sota la Llei d'Antiguitats, tres d'ells juntament amb BLM. En l'actualitat existeixen oficialment 154 boscos nacionals, tot i que molts boscos històricament separats que es gestionen conjuntament ara es consideren un sol bosc. En altres casos, els boscos que es gestionen conjuntament segueixen sent boscos oficialment separats.[A]

## Estadístiques
A la majoria d'estats hi ha almenys un bosc nacional excepte en aquests deu: Connecticut, Delaware, Hawaii, Iowa, Kansas, Maryland, Massachusetts, Dakota del Nord, Nova Jersey i Rhode Island. A més, el Bosc Nacional El Yunque és a Puerto Rico. Alaska té més terres dins dels boscos nacionals (8,9 milions d'hectàrees) que qualsevol altre estat, mentre que Califòrnia té 8,4 milions d'hectàrees dins dels boscos nacionals i Idaho 8,3 milions d'hectàrees. Idaho també té el major percentatge de les seves terres als boscos nacionals amb un 38,2%, Oregon està en segon lloc amb un 24,7% i Colorado en tercer lloc amb un 20,9%. Els mapes generalment mostren només el territori dels boscos nacionals de l'oest que constitueix propietat del govern federal dels Estats Units. Per contra, a l'est sovint es mostren els límits de compra autoritzada, tal que l'àrea d'un bosc nacional com s'apareix als mapes inclou terres públiques tant com terres en mans privades.

## Llista
| Nom A                                           | Foto | Monuments nacionals i àrees recreatives nacionals F                                                                                             | Estat(s) B                                                                      | Data creada C | km²      | Descripció D | Web |
| ----------------------------------------------- | --- | --- | ------------------------------------------------------------------------------- | ------------- | -------- | --- | --- |
| Allegheny                                       | A photo of Allegheny Reservoir in fall.                                                                                               | Àrea Recreativa Nacional Allegheny | Pennsilvània 41° 39′ N, 79° 01′ O / 41.650°N,79.017°O                           | 1923          | 2.078,7  | L'únic bosc nacional dins de Pennsilvània inclou la presa Kinzua i l'embassament Allegheny a l'altiplà d'Allegheny, localitzat al nord-oest de l'estat. El bosc conté la major extensió de bosc primari de Pennsilvània localitzat a les Tionesta Scenic and Research Natural Areas (Àrees naturals escèniques de recerca Tionesta). També conté 16 quilòmetres del sender North Country.:255–263                                                                                               |     |
| Angeles                                         | A photo of the San Gabriel Mountains.                                                                                                 | Monument Nacional de les Muntanyes de San Gabriel                                                                                               | Califòrnia 34° 24′ N, 118° 10′ O / 34.400°N,118.167°O                           | 1893          | 2.676,2  | El bosc se situa a les Muntanyes de San Gabriel a la vora de la zona metropolitana de Los Angeles. Inclou cinc designades àrees salvatges i una secció del Monument Nacional de les Muntanyes de San Gabriel (San Gabriel Mountains National Monument). Una gran part del bosc consisteix en un chaparral espès, mentre que les elevacions varien de 370 metres d'altura fins al cim del mont San Antonio, que és 3.060 metres d'alçària.                                                       |     |
| Angelina                                        | A photo of a ranger station in Angelina National Forest.                                                                              | | Texas 31° 13′ N, 94° 17′ O / 31.217°N,94.283°O                                  | 1936          | 623,8    | El bosc es compon principalment del pi melis (Pinus palustris), el pi loblolly (Pinus taeda) i el pi de fulles curtes (Pinus echinata). Hi ha dues àrees salvatges dins dels límits del bosc i fa frontera amb l'embassament Sam Rayburn. L'Angelina ofereix un hàbitat per al picot d'escarapel·la vermella que està en perill d'extinció i un hàbitat d'hivernada per al pigarg americà.:303–305                                                                                              |     |
| Apache-Sitgreaves                               | A photo of the highlands from route 191 in Arizona in Apache-Sitgreaves National Forest.                                              | | Arizona, Nou Mèxic 33° 44′ N, 109° 05′ O / 33.733°N,109.083°O                   | 1898          | 10.628,3 | Aquesta àrea protegida abasta el Marge Mogollón (Marge Mogollón (anglès), Borde Mogollón (castellà)) i les Muntanyes Blanques (White Mountains (anglès), Sierra Blanca (castellà)). Inclou 34 llacs i més de 1.090 quilòmetres de rius i rierols, més que qualsevol altre àrea gestionada pel Servei Forestal dels Estats Units situat als estats àrids del sud-oest dels Estats Units. |     |
| Apalachicola                                    | A photo of an artificial pond off of FH-111 in Apalachicola National Forest.                                                          | | Florida 30° 11′ N, 84° 41′ O / 30.183°N,84.683°O                                | 1936          | 2.333,6  | Com el major bosc nacional de la Florida, Apalachicola inclou més de 1.100 hectàrees d'aigua i 108 quilòmetres del Sender de la Florida (Florida Trail). Hi ha cavernes i dolines a l'Àrea Geològica de les Dolines de Leon (Leon Sinks Geological Area), mentre que el Fort Gadsden és al llarg del riu Apalachicola. |     |
| Arapaho                                         | A photo of aspens in fall along the Crooked Creek Road.                                                                               | Àrea Recreativa Nacional Arapaho | Colorado 39° 41′ N, 105° 56′ O / 39.683°N,105.933°O                             | 1903          | 2.915,1  | El Bosc Nacional Arapaho està enclavat a les muntanyes Rocoses i inclou sis àrees salvatges. Actualment es gestiona conjuntament amb el Bosc Nacional Roosevelt i la Praderia Nacional Pawnee. El camí pavimentat més alt d'Amèrica del Nord ascendeix el mont Evans cap a 4.348 metres dins del seus límits. |     |
| Ashley                                          | A photo of King’s Peak and Henry’s Fork Basin.                                                                                        | Àrea Recreativa Nacional Flaming Gorge | Utah, Wyoming 40° 38′ N, 110° 06′ O / 40.633°N,110.100°O                        | 1908          | 5.578,4  | El Bosc Nacional Ashley gestiona l'Àrea Recreativa Nacional Flaming Gorge ("gorja flamejant") i l'àrea salvatge High Uintas. El pic Kings (4123 metres) és el punt més alt de Utah i és localitzat al Uinta. |     |
| Beaverhead- Deerlodge                           | A photo of a stream and mountains in Beaverhead-Deerlodge National Forest.                                                            | | Montana 45° 30′ N, 113° 00′ O / 45.500°N,113.000°O                              | 1908          | 13.608,1 | Beaverhead-Deerlodge, el bosc nacional més gran de Montana, abasta diverses serralades de les muntanyes Rocoses. Inclou les àrees salvatges Anaconda-Pintler i Lee Metcalf i seccions del sender de la Divisòria Continental (Continental Divide Trail) i del sender històric nacional Nez Perce (Nez Perce National Historic Trail). |     |
| Bienville                                       | A photo of a forest sign in Bienville National Forest.                                                                                | | Mississipi 32° 16′ N, 89° 30′ O / 32.267°N,89.500°O                             | 1936          | 729,4    | Localitzat al centre de Mississipi, aquest bosc inclou diversos llacs i embassaments així com Harrell Prairie, la praderia menys pertorbada i més gran de l'estat. L'àrea escènica Bienville Pines engloba 76 hectàrees de bosc primari. Està gestionat col·lectivament amb els altres cinc boscos nacionals de Mississipi.:162–166 |     |
| Bighorn                                         | A mountain meadow in Bighorn National Forest.                                                                                         | | Wyoming 44° 32′ N, 107° 21′ O / 44.533°N,107.350°O                              | 1897          | 4.472,1  | El bosc està situat al centre-nord de Wyoming a les muntanyes Bighorn (Bighorn Mountains). Compta amb vuit cases de camp (lodges), diversos embassaments i uns 2.400 quilòmetres de senders. El seu punt més alt és el pic Cloud (Cloud Peak), que té 4.103 metres d'alçària. Aquest cim i la glacera Cloud Peak es troben a l'àrea salvatge del mateix nom. |     |
| Bitterroot                                      | A photo of Lake Como and mountains.                                                                                                   | | Montana, Idaho 45° 46′ N, 114° 17′ O / 45.767°N,114.283°O                       | 1897          | 6.453,0  | Se situa a les muntanyes Bitterroot (Bitterroot Mountains) i les muntanyes Sapphire (Sapphire Mountains). El seu punt més alt és el pic Trapper (Trapper Peak), que és 4.013 metres d'alçària. El bosc es diu així per Lewisia rediviva, una planta amb flors de la família portulacàcia popularment coneguda com bitterroot (literalment "arrel amarga").:192–199 La planta era una menja dels poples xoixon i bitterroot salish i avui és la flor oficial de l'estat de Montana.              |     |
| Black Hills                                     | A photo of the Black Hills in the Black Elk Wilderness with Horsethief Lake.                                                          | | Dakota del Sud, Wyoming 44° 00′ N, 103° 47′ O / 44.000°N,103.783°O              | 1897          | 5.062,5  | El bosc, que es compon principalment del pi ponderosa, es localitza a la serralada Black Hills de la qual aquesta zona protegida aconsegueix el seu nome. Conté 11 embassaments, 568 quilòmetres de senders i 2.100 quilòmetres de rierols i altres corrents. El pic Harney (Harney Peak), que ateny una alçària de 2208 metres, és el punt més alt de Dakota del Sud i el punt més alt dels Estats Units a l'est de les muntanyes Rocoses.:293–301                                             |     |
| Boise                                           | A photo of rocks along a river in Boise National Forest.                                                                              | | Idaho 44° 07′ N, 115° 34′ O / 44.117°N,115.567°O                                | 1908          | 10.717,2 | Aquesta àrea protegida està composta per parts de les conques del riu Boise, el riu Payette, i les bifurcacions sud i central del riu Salmon, l'anomenat "riu sense retorn" (River of No Return). Hi ha més de 12.200 quilòmetres de rierols i altres corrents d'aigua i més de 250 llacs i embassaments localitzats dins del bosc. |     |
| Bridger- Teton                                  | A photo of the Wind River Range approaching the Lozier Lakes.                                                                         | | Wyoming 42° 45′ N, 110° 45′ O / 42.750°N,110.750°O                              | 1897          | 13.691,9 | Una part de l'ecosistema de Yellowstone, Bridger-Teton té 27 glaceres dins de la seva porció de la Serralada Wind River. El 1925, 38 milions de metres quadrats de roca sedimentària van caure de la muntanya Sheep durant una esllavissada fatal i van formar una presa al riu Gros Ventre que va durar fins al 1927. Les àmplies restes de l'esdeveniment segueixen constituint un impressionant punt d'interès geològic.                                                                     |     |
| Caribou- Targhee                                | A photo of Upper Mesa Falls. | | Idaho, Wyoming 41° 57′ N, 112° 08′ O / 41.950°N,112.133°O                       | 1905          | 10.622,1 | Situada al bosc és l'àrea salvatge Jedediah Smith que té moltes coves. L'àrea salvatge Winegar Hole protegeix l'hàbitat de la subespècies Ursus arctos horribilis de l'os bru que forma part de l'ecosistema de Yellowstone. Les cascades Upper Mesa i Lower Mesa són a la bifurcació Henrys del riu Snake. Hi ha disponibles excursions guiades de la cova de Minnetonka localitzada al bosc.                                                                                                  |     |
| Carson                                          | A photo of Wheeler Peak from Mount Walter.                                                                                            | | Nou Mèxic 36° 30′ N, 106° 04′ O / 36.500°N,106.067°O                            | 1906          | 5.620,0  | A les muntanyes Sangre de Cristo, aquest bosc té més de 530 quilòmetres de senders i l'estació d'esquí Taos Ski Valley. El punt més alt del bosc és el pic Wheeler (Wheeler Peak), també el punt més alt de Nou Mèxic.:246–253 |     |
| Chattahoochee -Oconee                           | A photo of a waterfall along the Raven Cliffs Trail.                                                                                  | Àrea Recreativa Nacional Ed Jenkins | Geòrgia 34° 45′ N, 84° 07′ O / 34.750°N,84.117°O                                | 1936          | 3.509,3  | Amb 690 quilòmetres de senders, aquesta àrea protegida conté el terme sud del Sender dels Apalatxes. El punt més alt de Geòrgia, Brasstown Bald (1458 metres), es troba a l'àrea, igual que diversos camps de batalla de la Guerra Civil dels Estats Units.:56–70 |     |
| Chequamegon -Nicolet                            | A photo of a lake and coniferous forests.                                                                                             | | Wisconsin 46° 02′ N, 90° 48′ O / 46.033°N,90.800°O                              | 1933          | 6.166,2  | Hi ha 2.020 llacs, 440 basses i 140.000 hectàrees d'aiguamolls en aquest bosc nacional. També hi ha 793 quilòmetres de senders no motoritzats, 470 quilòmetres de senders motoritzats, i 14.000 quilòmetres de carreteres i camins, així com cinc àrees salvatges |     |
| Cherokee                                        | South Fork of Citico Creek in the Citico Creek Wilderness.                                                                            | | Tennessee, Carolina del Nord 35° 52′ N, 83° 03′ O / 35.867°N,83.050°O           | 1920          | 2.651,8  | El bosc compta amb onze àrees salvatges, tres llacs grans, i més de 970 quilòmetres de senders, incloent 240 quilòmetres del Sender dels Apalatxes al seu camí per les Grans Muntanyes Fumejants (Great Smoky Mountains). Al bosc hi ha 43 espècies de mamífers, 154 espècies de peixos, 55 espècies d'amfibis i 262 espècies d'aus. |     |
| Chippewa                                        | A fire along a stream. | | Minnesota 47° 24′ N, 94° 08′ O / 47.400°N,94.133°O                              | 1908          | 2.719,3  | Amb 1.300 llacs i estanys, 1.489 quilòmetres de rius, i 180.000 hectàrees d'aiguamolls, hi ha moltes oportunitats per a la navegació i la pesca en aquest bosc. Hi ha més de 180 parelles reproductores dels pigargs americans, així com populacions del linx canadenc i la grua del Canadà.:144–150 |     |
| Chugach                                         | Lost Lake and mountains. | | Alaska 60° 28′ N, 149° 07′ O / 60.467°N,149.117°O                               | 1907          | 21.930,3 | Chugach és el tercer bosc nacional més gran dels Estats Units. El bosc cobreix tres paisatges únics: el delta del riu Copper, l'est de la península de Kenai i l'estret del Príncep Guillem. Molts dels seus rierols contenen salmons i truites, i les glaceres encara tallen i donen forma a la terra aquí. Més de la meitat de la superfície del bosc es compon de tundra i glaceres.:2–9 |     |
| Cibola                                          | View of a ridge from the Sandia Crest Trail.                                                                                          | | Nou Mèxic 34° 20′ N, 107° 35′ O / 34.333°N,107.583°O                            | 1906          | 6.541,5  | Hi ha quatre àrees salvatges dins d'aquest bosc national, incloent l'àrea salvatge de la muntanya Sandia a l'est d'Albuquerque. Les elevacions del bosc varien des de 1.500 metres fins a 3.445 metres al cim del mont Taylor, un estratovolcà localitzat dins de les muntanyes San Mateo.:253–265 |     |
| Clearwater                                      | The Lochsa River. | | Idaho 46° 33′ N, 115° 09′ O / 46.550°N,115.150°O                                | 1908          | 6.807,1  | El bosc cobreix les muntanyes Bitterroot (Bitterroot Mountains) i la praderia Palouse (Palouse Prairie), així com el riu Clearwater i el riu Lochsa. L'expedició de Lewis i Clark va seguir el sender Lolo pel bosc el 1805, i miners d'or hi van arribar els anys 1860.:168–173 |     |
| Cleveland                                       | Cleveland National Forest near Mount Laguna.                                                                                          | | Califòrnia 32° 45′ N, 116° 36′ O / 32.750°N,116.600°O                           | 1893          | 1.721,8  | Localitazat al sud de Califòrnia, el Bosc Nacional Cleveland té un clima mediterrani i quatre àrees salvatges. Hi ha 22 espècies de plantes i animals en perill d'extinció que es troben al bosc. Amb un punt més alt de 1.911 metres al pic Monument, les elevacions no són tan altes aquí com a la majoria dels altres boscos nacionals de Califòrnia.:81–84 |     |
| Coconino                                        | Sycamore Canyon viewed from Barney Pasture.                                                                                           | | Arizona 34° 45′ N, 111° 33′ O / 34.750°N,111.550°O                              | 1898          | 7.496,0  | La Serra de San Francisco, el Marge Mogollón, i els canyons Oak Creek i Sycamore es troben al Bosc Nacional Coconino. El bosc també conté el pic Humphreys (3.852 metres), que és el punt més alt d'Arizona.:28–37 |     |
| Colville                                        | Colville National Forest with a lake and mountains.                                                                                   | | Washington 48° 32′ N, 117° 54′ O / 48.533°N,117.900°O                           | 1907          | 3.863,4  | Amb 782 quilòmetres de rutes de senderisme, el Bosc Nacional Colville compta amb elevacions que arriben als 2.200 metres a les muntanyes Kettle River i Selkirk. Una part de l'àrea salvatge Salmo-Priest es troba al bosc juntament amb una part del sender del Nord-oest del Pacífic (Pacific Northwest Trail). |     |
| Conecuh                                         | Open Pond and pine trees. | | Alabama 31° 05′ N, 86° 38′ O / 31.083°N,86.633°O                                | 1936          | 339,9    | Gestionat juntament amb altres boscos nacionals d'Alabama, Conecuh té dues àrees designades per a la recreació: Llac Blue (Blue Lake) i Estany Open (Open Pond). Les àrees interiors seques i sorrenques donen suport als boscos de pins melis, mentre que les planes al·luvials compten amb estanys, dolines, deus i pantans.:2–8 |     |
| Coronado                                        | Mountains and forest west of Paradise, Arizona.                                                                                       | | Arizona, Nou Mèxic 32° 30′ N, 110° 40′ O / 32.500°N,110.667°O                   | 1902          | 6.956,3  | Cobrint les illes del cel del Sud-oest dels Estats Units, el Bosc Nacional Coronado també inclou el mont Wrightson i el Canyó Madera (Madera Canyon), un destí per a l'observació d'aus. El bosc conté vuit àrees salvatges, així com els observatoris del mont Hopkins i del mont Lemmon. |     |
| Croatan                                         | Swamp along the Patsy Pond Nature Trail.                                                                                              | | Carolina del Nord 34° 52′ N, 77° 00′ O / 34.867°N,77.000°O                      | 1936          | 652,9    | L'únic bosc nacional costaner a la costa est dels Estats Units, Croatan inclou estuaris i pocosins (una mena de zona humida boscosa). El bosc és la llar de plantes carnívores com la dionea atrapamosques i trampes de gerro. Cedar Point és una àrea recreativa a la desembocadura del riu White Oak.:214–222 |     |
| Custer                                          | A mountain goat below Granite Peak.                                                                                                   | | Montana, Dakota del Sud 45° 30′ N, 106° 00′ O / 45.500°N,106.000°O              | 1907          | 4.813,6  | Custer conté la carretera escènica Beartooth i dos monuments naturals nacionals (national natural landmarks): Capitol Rock (roca del capitoli), i The Castles (els castells). Absaroka-Beartooth constitueix una àrea salvatge localitzada al bosc on se situa el pic Granite, el punt més alt de Montana que ateny 3.904 metres d'alçària. |     |
| Daniel Boone                                    | The forest viewed from Tater Knob. | | Kentucky 37° 35′ N, 83° 49′ O / 37.583°N,83.817°O                               | 1937          | 2.282,7  | Abasta una part de l'altiplà de Cumberland (Cumberland Plateau) i les Muntanyes Apalatxes. Daniel Boone té dues àrees salvatges i diversos embassaments. Les seves àrees escèniques inclouen les cataractes de Cumberland (Cumberland Falls), la gorja del riu Red (Red River Gorge), l'arc Yahoo (Yahoo Arch) i moltes coves. |     |
| Davy Crockett                                   | Ratcliff Lake. | | Texas 31° 18′ N, 95° 06′ O / 31.300°N,95.100°O                                  | 1936          | 652,1    | Situat on els boscos de pins del sud-est dels Estats Units fan frontera amb les praderies de sòl negre del centre de Texas, l'àrea salvatge Big Slough del Bosc Nacional Davy Crockett es compon principalment de boscos de fusta dura. Una àrea recreativa envolta el llac Ratcliff, que cobreix 18 hectàrees.:310–312 |     |
| Delta                                           | A sign for Sunflower Wildlife Management Area in Delta National Forest.                                                               | | Mississipi 32° 45′ N, 90° 46′ O / 32.750°N,90.767°O                             | 1961          | 251,3    | El Bosc Nacional Delta conté l'únic bosc de terres baixes de fusta dura dins del Sistema Nacional de Boscos dels Estats Units. Se situa a la plana d'inundació del riu Mississipi. El bosc inclou les àrees naturals de recerca "Green Ash-Overcup Oak-Sweetgum" que constitueixen un monument natural nacional (national natural landmark) perquè contenen les restes d'un bosc primari de terres baixes.:167–172                                                                              |     |
| Deschutes                                       | View to the northeast across Lava Lake with three volcanic mountains in the background: South Sister, Broken Top, and Mount Bachelor. | Monument Volcànic Nacional Newberry | Oregon 43° 50′ N, 121° 32′ O / 43.833°N,121.533°O                               | 1908          | 6.524,3  | Al costat est de la serralada de les Cascades, el Bosc Nacional Deschutes inclou el Monument Volcànic Nacional Newberry (Newberry National Volcanic Monument) i cinc àrees salvatges. La cova Lava River, de 1.588 metres de longitud, és el tub de lava més llarg d'Oregon. |     |
| De Soto                                         | Pine forest in De Soto. | | Mississipi 31° 02′ N, 88° 59′ O / 31.033°N,88.983°O                             | 1936          | 2.152,6  | De Soto conté les úniques àrees salvatges de Mississipi: Black Creek i Leaf River. Igualment, Black Creek i Tuxachanie són senders recreatius nacionals (national recreation trails) amb 97 quilòmetres per practicar senderisme. El rierol Black (Black Creek) ha estat designat com un riu salvatge i escènic nacional (national wild and scenic river) per una distància de 34 quilòmetres dins del bosc.:173–178                                                                            |     |
| Dixie                                           | Scenic Byway 12 in Red Canyon. | | Utah 38° 15′ N, 111° 30′ O / 38.250°N,111.500°O                                 | 1905          | 7.631,0  | A la bretxa entre la Gran Conca i el riu Colorado, Dixie té elevacions que van des de 850 metres prop de la ciutat de St. George (Utah) fins a 3.451 metres al cim de la muntanya Boulder. Ashdown Gorge, Box-Death Hollow, Cottonwood Forest i Pine Mountain Valley són àrees salvatges situades al bosc. |     |
| Eldorado                                        | Mountains and forest along the trail to Winnemucca Lake.                                                                              | | Califòrnia 38° 47′ N, 120° 19′ O / 38.783°N,120.317°O                           | 1910          | 2.806,6  | Situat a la Sierra Nevada, Eldorado té 983 quilòmetres de corrents explotables i 297 llacs i embassaments. Hi ha 562 quilòmetres de senders i 3.809 quilòmetres de camins al bosc. Desolation Wilderness és l'àrea salvatge més visitada per hectàrea del país.:84–88 |     |
| El Yunque                                       | Forested mountainsides in El Yunque.                                                                                                  | | Puerto Rico 18° 17′ N, 65° 48′ O / 18.283°N,65.800°O                            | 1903          | 116,1    | L'únic bosc pluvial tropical del Sistema de Boscos Nacionals, les elevacions més altes d'El Yunque reben gairebé 510 centímetres de pluja l'any. Hi ha 240 espècies d'arbres trobades al bosc, 23 de les quals són endèmiques com que no existeixen en cap altre lloc del món. |     |
| Finger Lakes                                    | Overlooking the hills, forest, and surrounding area in Finger Lakes National Forest.                                                  | | Nova York 42° 31′ N, 76° 47′ O / 42.517°N,76.783°O                              | 1983          | 66,2     | Situat entre els llacs Seneca i Cayuga, dos dels Finger Lakes (literalment llacs Dit) localitzats al centre de l'estat de Nova York, el bosc és un dels més petits boscos nacionals del país. El sender Gorge entra en un petit congost i el sender North Country igualment travessa una part d'aquesta zona protegida.:209–212 |     |
| Fishlake                                        | Aspens during fall in the mountains of the Richfield Ranger District                                                                  | | Utah 38° 42′ N, 111° 57′ O / 38.700°N,111.950°O                                 | 1899          | 5.880,0  | Situat al centre sud de Utah, el Bosc Nacional Fishlake, escrit com una sola paraula, porta el nom del Fish Lake (literalment "llac de peixos"), escrit com dues paraules, el major llac natural de muntanya de l'estat. Les muntanyes Tushar aconsegueixen el seu punt més alt dins del bosc al pic Delano (Delano Peak) amb una alçària de 3.711 metres.:284–288 |     |
| Flathead                                        | Big Salmon Lake and the Bob Marshall Wilderness                                                                                       | | Montana 48° 01′ N, 113° 48′ O / 48.017°N,113.800°O                              | 1897          | 9.767,4  | Fent frontera amb el Parc Nacional de les Glaceres, Flathead proporciona un hàbitat per a l'os bru, la truita bou, i el linx canadenc. El bosc gestiona quatre àrees salvatges, incloent Bob Marshall i Great Bear.:203-208 |     |
| Francis Marion                                  | A trail through pine forest. | | Carolina del Sud 33° 10′ N, 79° 42′ O / 33.167°N,79.700°O                       | 1936          | 1.046,8  | Francis Marion conté 240 quilòmetres de rierols i una varietat de vida silvestre, inclòs el picot d'escarapel·la vermella que està en perill d'extinció. Hi ha quatre àrees salvatges al bosc que es gestiona conjuntament amb el Bosc Nacional Sumter.:282–289 |     |
| Fremont- Winema                                 | An aerial view of Mount Thielson. | | Oregon 42° 34′ N, 120° 52′ O / 42.567°N,120.867°O                               | 1906          | 9.120,6  | Fremont-Winema abasta les muntanyes Warner i fa frontera amb el Parc Nacional del Llac del Cràter. Inclou els comtats de Klamath i Lake situats en seccions semiàrides del centre-sud d'Oregon. L'àrea salvatge Gearhart Mountain es troba a prop del centre del bosc.:217–220 |     |
| Gallatin                                        | Mountains around Daisy Pass. | | Montana 45° 15′ N, 111° 00′ O / 45.250°N,111.000°O                              | 1899          | 7.485,5  | Vorejant el costat nord del Parc Nacional de Yellowstone, Gallatin conté parts de dues àrees salvatges, Absaroka-Beartooth i Lee Metcalf. Llac Quake (Quake Lake) es va formar al riu Madison quan un terratrèmol va causar una esllavissada que va bloquejar el riu el 1959. |     |
| George Washington i Jefferson                   | Forested mountains viewed from the White Rocks on Little Sluice Mountain.                                                             | Àrea Recreativa Nacional del Mont Rogers | Virgínia, Virgínia de l'Oest, Kentucky 38° 12′ N, 79° 21′ O / 38.200°N,79.350°O | 1918          | 7.247,6  | Situats a les Muntanyes Apalatxes, el seu punt més alt és el mont Rogers, també el punt més alt de Virgínia localitzat a l'Àrea Recreativa Nacional del Mont Rogers (Mount Rogers National Recreation Area). Hi ha bosc primari aquí, i la Via Parc de la Cresta Blava (Blue Ridge Parkway) i el Sender dels Apalatxes passen pels boscos George Washington i Jefferson. |     |
| Gifford Pinchot                                 | Partially snow-covered Old Snowy Mountain.                                                                                            | Monument Volcànic Nacional del Mont Saint Helens                                                                                                | Washington 46° 10′ N, 121° 48′ O / 46.167°N,121.800°O                           | 1908          | 5.307,9  | Gifford Pinchot inclou el Monument Volcànic Nacional del Mont Saint Helens i parts de set àrees salvatges. Hi ha 2.374 quilòmetres de senders i 6.605 quilòmetres de camins al bosc. |     |
| Gila                                            | Mountains and valleys in Gila National Forest.                                                                                        | | Nou Mèxic 33° 17′ N, 108° 20′ O / 33.283°N,108.333°O                            | 1899          | 10.756,7 | La primera àrea salvatge del món va ser proclamada al Bosc Nacional Gila el 3 de juny de 1924. El sender recreatiu nacional Catwalk passa cap amunt a través d'un estret congost per una distància de 18 quilòmetres seguint el rierol Whitewater. |     |
| Grand Mesa                                      | The northwestern edge of Grand Mesa from the south.                                                                                   | | Colorado 39° 05′ N, 107° 54′ O / 39.083°N,107.900°O                             | 1908          | 1.399,9  | A l'oest de Colorado, Grand Mesa cobreix una part de la Battlement Mesa i la majoria de Grand Mesa, la muntanya tabular més gran del món amb una alçària mitjana de 3.200 metres. Hi ha més de 300 llacs al bosc. És administrat juntament amb el Bosc Nacional Gunnison i el Bosc Nacional Uncompahgre.:49–56 |     |
| Green Mountain                                  | Trees in fall along a road near the Hapgood Pond Recreation Area.                                                                     | Àrea Recreativa Nacional Moosalamoo Àrea Recreativa Nacional White Rocks                                                                        | Vermont 43° 18′ N, 73° 00′ O / 43.300°N,73.000°O                                | 1932          | 1.650,7  | Localitzat a les muntanyes Green de Vermont, aquest bosc inclou vuit àrees salvatges. Entre els 1400 quilòmetres de senders al bosc són el Sender dels Apalatxes i dos senders recreatius nacionals: el sender Long ("llarg") i el sender Robert Forest. |     |
| Gunnison                                        | Mountains in spring along the Copper Lake Trail near Crested Butte.                                                                   | | Colorado 38° 41′ N, 106° 41′ O / 38.683°N,106.683°O                             | 1905          | 6.744,3  | Gunnison se situa a les muntanyes Rocoses prop de la ciutat de Gunnison (Colorado). Entre les set àrees salvatges al bosc és Maroon Bells-Snowmass. Slumgullion Earthflow és un gegant colada de terra causada pel mineral montmorillonita.:56–67 |     |
| Helena                                          | The York-Trout Creek Bridge over the Missouri River below mountains in Helena National Forest.                                        | | Montana 46° 33′ N, 112° 12′ O / 46.550°N,112.200°O                              | 1906          | 3.973,1  | El sender de la Divisòria Continental (Continental Divide Trail) travessa gairebé 130 quilòmetres d'aquest bosc que envolta Helena, la capital de Montana. La unitat de gestió de fauna Elkhorn (Elkhorn Wildlife Management Unit) està situat al sud-centre d'aquesta àrea protegida dins de les muntanyes Elkhorn |     |
| Hiawatha                                        | A forest sign along road M-28 in Hiawatha National Forest.                                                                            | Àrea Recreativa Nacional Grand Island | Michigan 46° 10′ N, 86° 40′ O / 46.167°N,86.667°O                               | 1931          | 3.621,3  | Situat a la península superior de Michigan, Hiawatha voreja el llac Superior, el llac Michigan i el llac Huron. El bosc conté l'Àrea Recreativa Nacional Grand Island (Grand Island National Recreation Area) i cinc àrees salvatges. |     |
| Holly Springs                                   | A cypress swamp in Holly Springs National Forest.                                                                                     | | Mississipi 34° 34′ N, 89° 18′ O / 34.567°N,89.300°O                             | 1931          | 632,2    | Al centre-nord de Mississipi, Holly Springs té petits estanys i llacs als boscos de terres altes de l'interior, així com terres baixes humides de qualitat única. Les àrees recreatives Chewalla i Puskus envolten els seus llacs del mateix nom i tenen grades.:178–180 |     |
| Homochitto                                      | A sign for Homochitto National Forest.                                                                                                | | Mississipi 31° 26′ N, 90° 56′ O / 31.433°N,90.933°O                             | 1936          | 777,0    | Situat al sud de Mississipi, aquest bosc nacional es diu així pel riu Homochitto, que significa "gran riu roig." La major part del bosc es compon de turons densament arbrats, però hi ha instal·lacions d'esbarjo a Pipes Lake, Clear Springs, i Mount Nebo.:180–186 |     |
| Hoosier                                         | A hazy fall day over the hills in Hoosier National Forest.                                                                            | | Indiana 38° 31′ N, 86° 31′ O / 38.517°N,86.517°O                                | 1961          | 823,3    | El Bosc Commemoratiu de les Mares Pioneres (Pioneer Mother's Memorial Forest) situat en aquesta àrea protegida ocupa 36 hectàrees de bosc primari. L'àrea Charles C. Deam constitueix l'única l'àrea salvatge d'Indiana. |     |
| Humboldt- Toiyabe                               | Aspen in Lamoille Canyon surrounded by mountains.                                                                                     | Àrea Recreativa Nacional Spring Mountains | Nevada, Califòrnia 40° 23′ N, 115° 33′ O / 40.383°N,115.550°O                   | 1906          | 25.454,0 | Com el major bosc nacional fora d'Alaska, Humboldt-Toiyabe ocupa moltes de les muntanyes de la Gran Conca de Nevada. L'àrea recreativa nacional Spring Mountains és a prop de Las Vegas i forma part del bosc. |     |
| Huron- Manistee                                 | Benton Lake and surrounding forests.                                                                                                  | | Michigan 44° 33′ N, 83° 52′ O / 44.550°N,83.867°O                               | 1928          | 3.946,2  | El santuari nacional de flors silvestres del llac Loda (Loda Lake Nacional Wildflower Sanctuary) es troba al voltant d'un petit llac alimentat per una deu dins dels límits dels boscos. L'àrea salvatge Nordhouse Dunes compta amb dunes de fins a 43 metres d'alçària al llarg del llac Michigan. |     |
| Idaho Panhandle Coeur d'Alene, St. Joe, Kaniksu | Revett Lake and surrounding mountains and forests from above.                                                                         | | Idaho, Montana, Washington 47° 43′ N, 116° 13′ O / 47.717°N,116.217°O           | 1906          | 12.442,0 | Hi ha dues àrees salvatges, Cabinet Mountains i Salmo-Priest, i nombroses oportunitats per a la recreació al Boscos Nacionals Idaho Panhandle. Els boscos s'estenen des de la frontera amb Canadà fins al riu Saint Joe, que és el riu navegable més alt del món.:173–179 |     |
| Inyo                                            | | | Califòrnia, Nevada 37° 30′ N, 118° 39′ O / 37.500°N,118.650°O                   | 1907          | 7.920,6  | Situat a la Sierra Nevada, Inyo inclou el llac Mono, pins de cons eriçats o bristlecone (Pinus longaeva), la caldera de Long Valley, nou àrees salvatges, i el mont Whitney, que a una alçària de 4.421 metres és el punt més alt dels Estats Units fora d'Alaska. |     |
| Kaibab                                          | Aspens and a meadow in fall. | | Arizona 35° 56′ N, 112° 09′ O / 35.933°N,112.150°O                              | 1908          | 6.318,2  | Situat a l'altiplà del Colorado tant al nord com al sud del Parc Nacional del Gran Canyó, les elevacions al Bosc Nacional Kaibab arriben a 3.175 metres a la muntanya Kendrick. Hi ha més de 480 quilòmetres de senders al bosc, sobretot a l'àrea salvatge Kanab Creek. |     |
| Kisatchie                                       | The Kisatchie Bayou. | | Louisiana 31° 00′ N, 92° 37′ O / 31.000°N,92.617°O                              | 1930          | 2.458,6  | Kisatchie és l'únic bosc nacional situat a Louisiana. Conté boscos primaris de pins i de xipres calbs, i compta amb diversos bayous. Hi ha 48 espècies de mamífers, 56 espècies de rèptils, 30 espècies d'amfibis, i 155 espècies d'aus que reprodueixen i sobreviuen l'hivern en aquest bosc. |     |
| Klamath                                         | | | Califòrnia, Oregon 41° 30′ N, 123° 08′ O / 41.500°N,123.133°O                   | 1905          | 6.767,9  | Situat en ambdós costats de la frontera entre Califòrnia i Oregon, aquest bosc té seccions de cinc àrees salvatges, 245 quilòmetres de rius salvatges i escènics, i 320 quilòmetres de corrents ideals per al ràfting, entre ells al riu Klamath. El lliri papallona de Siskiyou (Calochortus persistens) és endèmic ja que es troba en cap altra part del món. |     |
| Kootenai                                        | Snow-capped mountains in Kootenai National Forest.                                                                                    | | Montana, Idaho 48° 32′ N, 115° 26′ O / 48.533°N,115.433°O                       | 1906          | 7.326,3  | Kootenai inclou les muntanyes Cabinet els rius Kootenai i Clark Fork. Els embassaments Noxon i el Cabinet Gorge són al Clark Fork dins el bosc. L'àrea escènica del pic Northwest (Northwest Peak Scenic Area) se situa a les muntanyes Selkirk.:222–226 |     |
| Lake Tahoe Basin Management Unit                | Lake Tahoe. | | Califòrnia, Nevada                                                              | 1973          | 614,8    | Les terres del Servei Forestal al voltant del llac Tahoe són gestionades per la Unitat de Gestió de la Conca del Llac Tahoe (Lake Tahoe Basin Management Unit), que fou establerta l'abril de 1973 amb la finalitat de protegir els valors ecològics i recreatius únics del llac.E |     |
| Lassen                                          | Echo Lake. | | Califòrnia 40° 05′ N, 121° 14′ O / 40.083°N,121.233°O                           | 1905          | 4.313,1  | Al voltant de Parc Nacional Volcànic de Lassen, aquest bosc té tres àrees salvatges i 37.000 hectàrees de boscos primaris de coníferes mixtes a la Sierra Nevada. Subway Cave és un tub de lava que és de 4,8 quilòmetres de llarg i obert al públic. |     |
| Lewis and Clark                                 | A riding ranger with mules near the Chinese Wall.                                                                                     | | Montana 46° 55′ N, 110° 38′ O / 46.917°N,110.633°O                              | 1897          | 7.567,3  | Situat al centre-nord de Montana, aquest bosc inclou set serralades i grans porcions de les àrees salvatges Bob Marshall i Scapegoat. El bosc opera el Centre d'Interpretació de Lewis i Clark a Great Falls. |     |
| Lincoln                                         | Partially forested mountains in Lincoln National Forest.                                                                              | | Nou Mèxic 32° 57′ N, 105° 26′ O / 32.950°N,105.433°O                            | 1902          | 4.433,2  | Amb porcions de quatre serralades, Capitan, Guadalupe, Sacrament i Sierra Blanca, les elevacions al Bosc Nacional Lincoln van des de 1.200 metres fins a 3.500 metres. El bosc també va ser el lloc de naixement de Smokey Bear (Smokey l'Ós), la mascota dels bombers d'incendis forestals del Servei Forestal dels Estats Units. |     |
| Lolo                                            | Rainy Lake and mountains. | Àrea Recreativa Nacional Rattlesnake | Montana 47° 09′ N, 114° 26′ O / 47.150°N,114.433°O                              | 1906          | 9.056,7  | Situat a l'oest de la divisòria continental nord-americana, Lolo conté parts de quatre àrees salvatges, 1.100 quilòmetres de senders i més de 100 llacs amb nom. Hi ha almenys al bosc 20 espècies de peixos, 60 de mamífers, 300 d'aus, i 1.500 de plantes. |     |
| Los Padres                                      | Montane chaparral and mountains. | | Califòrnia 34° 32′ N, 119° 46′ O / 34.533°N,119.767°O                           | 1898          | 7.163,3  | Abastant porcions de les serralades California Coast and Traverse del centre de Califòrnia, Los Padres té deu àrees salvatges que cobreixen aproximadament la meitat del bosc nacional. Hi ha 2.023 quilòmetres de senders i una part de la carretera secundària escènica Jacinto Reyes (Jacinto Reyes National Scenic Byway) al bosc. |     |
| Malheur                                         | Strawberry Lake and mountains in fall.                                                                                                | | Oregon 44° 15′ N, 118° 51′ O / 44.250°N,118.850°O                               | 1908          | 5.990,2  | Localitzat a les Blue Mountains (Muntanyes Blaves) de l'est d'Oregon, el punt més alt del Bosc Nacional Malheur és la muntanya Strawberry a 2.755 metres. Les muntanyes Aldrich dins dels límits del bosc conté l'única col·lecció de xiprers de Nootka a l'est de la serralada de les Cascades dels Estats Units. |     |
| Manti-La Sal                                    | Mount Peale viewed from Mount Mellenthin.                                                                                             | | Utah, Colorado 38° 23′ N, 109° 01′ O / 38.383°N,109.017°O                       | 1903          | 5.139,7  | El bosc inclou les muntanyes La Sal i Abajo de l'est de Utah, on les elevacions arriben fins a 3.877 metres al mont Peale. Dark Canyon és l'única àrea salvatge de Manti-La Sal.:288–298 |     |
| Mark Twain                                      | A kayaker on the St. Francis River.                                                                                                   | | Missouri 37° 00′ N, 91° 30′ O / 37.000°N,91.500°O                               | 1939          | 6.493,4  | L'únic bosc nacional de Missouri, el bosc Mark Twain conté set àrees salvatges i el riu nacional salvatge i escènica Eleven Point. Hi ha 19 àrees naturals al bosc que són administrats pel Departament de Conservació de Missouri. |     |
| Medicine Bow- Routt                             | Mountains and grasslands surrounding a work center.                                                                                   | | Colorado, Wyoming 41° 14′ N, 106° 15′ O / 41.233°N,106.250°O                    | 1902          | 8.944    | Aquest bosc conté moltes serralades de les muntanyes Rocoses amb elevacions que van des de 1.700 metres fins a 3.940 metres. Hi ha deu àrees salvatges i l'embassament Rob Roy, que cobreix 200 hectàrees. |     |
| Mendocino                                       | Howard Lake and forested mountains.                                                                                                   | Berryessa Snow Mountain National Monument | Califòrnia 39° 38′ N, 122° 51′ O / 39.633°N,122.850°O                           | 1908          | 3.705,0  | Mendocino és l'únic bosc nacional de Califòrnia no travessat per una carretera asfaltada. El Centre de Recursos Genètics i Conservació (Genetic Resource and Conservation Center) situat al bosc produeix plantes per a la repoblació forestal, la restauració de conques hidrogràfiques, la recuperació de la vida silvestre, i altres projectes. El Berryessa Snow Mountain National Monument establert sota la Llei d'Antiguitats el 2015 es localitza al Bosc Nacional Mendocino.           |     |
| Modoc                                           | The summit trail and surrounding mountains.                                                                                           | | Califòrnia 41° 34′ N, 120° 53′ O / 41.567°N,120.883°O                           | 1904          | 6.800,7  | Modoc conté el volcà Medicine Lake, que ateny una alçària de 2.414 metres i és el major volcà en escut a Amèrica del Nord. Hi ha 17.600 hectàrees de bosc primari aquí juntament amb les cascades Mill Creek a l'àrea salvatge South Warner. |     |
| Monongahela                                     | Seneca Rock. | Àrea Recreativa Nacional Spruce Knob-Seneca Rocks                                                                                               | Virgínia de l'Oest 38° 33′ N, 79° 54′ O / 38.550°N,79.900°O                     | 1920          | 3.725,5  | El Bosc Nacional Monongahela inclou l'Àrea Recreativa Nacional Spruce Knob-Seneca Rocks i vuit àrees salvatges. Spruce Knob és el punt més alt de Virgínia de l'Oest a una altura de 1.482 metres, i Seneca Rocks és un penya-segat de quarsita que és de 270 metres d'alçària. |     |
| Mount Baker- Snoqualmie                         | Table Mountain and its reflection in a lake.                                                                                          | Àrea Recreativa Nacional del Mont Baker | Washington 48° 28′ N, 121° 25′ O / 48.467°N,121.417°O                           | 1897          | 10.371,1 | Situat a la serralada de les Cascades, aquest bosc inclou el mont Baker, amb una alçària de 3.286 metres, que és un estratovolcà glacial. L'Àrea Recreativa Nacional del Mont Baker (Mount National Recreation Area), el sender Pacific Crest (Cresta del Pacífic), el sender escènic nacional Pacific Northwest (Nord-oest del Pacífic) i seccions de deu àrees salvatges es troben al bosc.                                                                                                   |     |
| Mount Hood                                      | Mount Hood and its reflection in Mirror Lake.                                                                                         | Àrea Recreativa Nacional del Mont Hood (no oficial)                                                                                             | Oregon 45° 16′ N, 121° 49′ O / 45.267°N,121.817°O                               | 1892          | 4.327,2  | Aquest bosc conté el Mont Hood, el punt més alt d'Oregon a uns 3.429 metres. El bosc s'estén des de la gorja del riu Columbia (Columbia River Gorge) i inclou l'Àrea Recreativa Nacional del Mont Hood (Mount Hood National Recreation Area) i nou àrees salvatges. |     |
| Nantahala                                       | Dry Falls. | | Carolina del Nord 35° 12′ N, 83° 33′ O / 35.200°N,83.550°O                      | 1907          | 2.154,3  | Situat al sud-oest de Carolina del Nord, aquest bosc inclou la gorja Nantahala i el riu Nantahala River. Hi ha 970 quilòmetres de senders al bosc; les elevacions van des de 370 metres fins al cim de Lone Bald a uns 1.800 metres. |     |
| Nebraska                                        | Forest and grasslands in the Bessey Ranger District.                                                                                  | Àrea Recreativa Nacional Pine Ridge | Nebraska 41° 42′ N, 100° 22′ O / 41.700°N,100.367°O                             | 1902          | 569,8    | Aquest bosc va ser creat en 1902 pel botànic Charles E. Bessey com un experiment per veure si un bosc es podria crear en àrees sense arbres de les Grans Planes com una reserva nacional de fusta. El Viver Bessey es troba al nord-oest del Districte Bessey (Bessey Ranger District) del bosc.:240–242 |     |
| Nez Perce                                       | Crooked Creek in fall. | | Idaho 45° 27′ N, 115° 55′ O / 45.450°N,115.917°O                                | 1908          | 8.998,5  | El Bosc Nacional Nez Perce inclou parts de quatre àrees salvatges: Frank Church-River of No Return, Gospel Hump, Hells Canyon i Selway-Bitterroot. El bosc és administrat juntament amb Bosc Nacional Clearwater. |     |
| Ocala                                           | A pond in Farles Prairie. | | Florida 29° 12′ N, 81° 44′ O / 29.200°N,81.733°O                                | 1908          | 1.556,8  | Ocala protegeix el major bosc sorrenc del pi de l'arena del món. Hi ha també més de 600 llacs, rius i deus al bosc juntament amb quatre àrees salvatges. El bosc alberga una part del Sender de la Florida (Florida Trail).:34–37 |     |
| Ochoco                                          | Steins Pillar. | | Oregon 44° 22′ N, 120° 07′ O / 44.367°N,120.117°O                               | 1911          | 3.459,3  | El bosc conté una varietat de formacions geològiques inusuals, 38.000 hectàrees de boscos primaris, les capçaleres del riu Crooked, i tres àreas salvatges. A les muntanyes Ochoco se situa Steins Pillar, una columna de roca de 110 metres d'alçària.:227–229 |     |
| Okanogan- Wenatchee                             | A lake and the surrounding mountains and forest viewed from Maple Pass.                                                               | | Washington 48° 38′ N, 119° 35′ O / 48.633°N,119.583°O                           | 1911          | 6.077,7  | Situat al costat oriental de la serralada de les Cascades, aquest bosc s'estén des de la frontera amb Canadà fins als rius Columbia i Okanogan. Hi ha 2.068 quilòmetres de senders al bosc, incloent part de sender Pacific Crest (Cresta del Pacífic).:329–332 |     |
| Olympic                                         | Forests and the Olympic Mountains from Hurricane Ridge.                                                                               | | Washington 48° 07′ N, 124° 15′ O / 48.117°N,124.250°O                           | 1897          | 2.556,8  | Bosc Nacional Olympic envolta el Parc Nacional Olímpic a l'estat de Washington. Hi ha cinc àrees salvatges que ocupen aproximadament el 14% del bosque. Abasta el variat paisatge de la Península Olímpica d'exuberants boscos pluvials, profunds canyons, cims d'altes serralades i platges de l'oceà Pacífic.:332–338 |     |
| Osceola                                         | Pine forest with palmetto understory.                                                                                                 | | Florida 30° 19′ N, 82° 27′ O / 30.317°N,82.450°O                                | 1931          | 648,3    | Big Gum Swamp és l'única àrea salvatge del bosc. L'Àrea Natural de Recerca Osceola (Osceola Research Natural Area) va ser designat un monument natural nacional (national natural landmark) el 1974. La batalla d'Olustee durant la Guerra Civil dels Estats Units va ocórrer a terra que avui es troba al bosc. 37 quilòmetres del Sender de la Florida (Florida Trail) passa per aquesta zona protegida.                                                                                      |     |
| Ottawa                                          | Pines along Kathryn Lake. | | Michigan 46° 27′ N, 89° 15′ O / 46.450°N,89.250°O                               | 1931          | 4.010,3  | Situat a la península superior de Michigan, el Bosc Nacional Ottawa s'estén des del llac Superior fins a la frontera amb Wisconsin. Hi ha 500 llacs i estanys amb nom, gairebé 3.200 quilòmetres de corrents, i tres àrees salvatges al bosc. |     |
| Ouachita                                        | The view across Ouachita National Forest from atop the Standing Stairs Mountains.                                                     | Àrea Recreativa Nacional Winding Stair Mountain (no oficial)                                                                                    | Arkansas, Oklahoma 34° 38′ N, 94° 04′ O / 34.633°N,94.067°O                     | 1907          | 7.225,6  | Inclou les muntanyes Ouachita del mateix nom. El bosc té prop de 323.750 hectàrees de bosc primari. També compta amb dues àrees salvatges: Black Fork Mountain i Upper Kiamichi River. |     |
| Ozark- St. Francis                              | View of the Ozarks from atop White Rock Mountain.                                                                                     | | Arkansas 35° 42′ N, 93° 21′ O / 35.700°N,93.350°O                               | 1908          | 4.666,4  | Els Boscos Nacionals Ozark-St. Francis tenen més de 640 quilòmetres de senders, inclòs el sender Ozark Highlands. Les cavernes Blanchard Springs consisteix en un sistema de coves de tres nivells que està obert per a visites públiques. |     |
| Payette                                         | The Seven Devils Mountains in winter.                                                                                                 | | Idaho 45° 05′ N, 115° 48′ O / 45.083°N,115.800°O                                | 1905          | 9.416,2  | El Bosc Nacional Payette inclou les muntanyes Seven Devils ("set diables") i una part de l'àrea salvatge Frank Church-River of No Return. També limita amb Hells Canyon ("canyó de l'infern") a l'oest i conté l'estació d'esquí Brundage Mountain.:183–187 |     |
| Pike                                            | A lake and mountains in Pike National Forest.                                                                                         | | Colorado 39° 10′ N, 105° 27′ O / 39.167°N,105.450°O                             | 1892          | 4.435,3  | El Bosc Nacional Pike inclou Pikes Peak a una alçària de 4.302 metres i tres àrees salvatges. Des del 1975 el bosc s'ha estat gestionat juntament amb el Bosc Nacional San Isabel. |     |
| Pisgah                                          | Upper Creek Falls. | | Carolina del Nord 35° 48′ N, 82° 20′ O / 35.800°N,82.333°O                      | 1916          | 2.060,1  | Les elevacions del Bosc Nacional Pisgah arriben a més de 1.800 metres, i conté 18.858 hectàrees de bosc primari. Hi ha tres àrees salvatges al bosc: Linville Gorge, Middle Prong i Shining Rock. |     |
| Plumas                                          | Bucks Lake. | | Califòrnia 39° 56′ N, 120° 49′ O / 39.933°N,120.817°O                           | 1905          | 4.811,3  | Hi ha 51.395 hectàrees de bosc primari al Bosc Nacional Plumas. L'Àrea Recreativa Little Grass Valley envolta l'embassament del mateix nom i inclou un càmping i grades, entre altres instal·lacions i serveis. |     |
| Prescott                                        | A lake near Mingus Mountain. | | Arizona 34° 35′ N, 112° 36′ O / 34.583°N,112.600°O                              | 1898          | 5.086,2  | La vegetació al Bosc Nacional Prescott inclou les plantes característiques del desert de Sonora a les elevacions més baixes, així com els boscos de pi ponderosa a les elevacions més altes. Hi ha vuit àrees salvatges i 720 quilòmetres de senders al bosc. |     |
| Rio Grande                                      | Mountains along the Stony Pass Road.                                                                                                  | | Colorado 37° 43′ N, 106° 37′ O / 37.717°N,106.617°O                             | 1908          | 7.437,4  | Les capçaleres del Río Bravo se situen a les muntanyes San Juan a la part occidental del bosc, mentre que les muntanyes Sangre de Cristo formen el seu límit oriental. Les elevacions arriben a 4.372 metres al cim del pic Blanca que gaudeix de vistes de la vall de San Luis i del Parc Nacional de les Grans Dunes de Sorra. |     |
| Rogue River- Siskiyou                           | Preston Peak in winter. | | Oregon, Califòrnia 41° 58′ N, 123° 08′ O / 41.967°N,123.133°O                   | 1893          | 6.972,6  | Aquest bosc s'estén des de la Serralada de les Cascades fins a les muntanyes Siskiyou. La conca hidrogràfica del riu Rogue ocupa més del 75% de la superfície del bosc. Hi ha parts de vuit àrees salvatges al bosc, així com possiblement l'arbre de pi més alt del món, un pi ponderosa que és 81,79 metres d'altura. |     |
| Roosevelt                                       | Mountains surrounding Lake Isabelle.                                                                                                  | | Colorado 40° 32′ N, 105° 35′ O / 40.533°N,105.583°O                             | 1902          | 3.293,8  | Situat a les muntanyes Rocoses al nord de Colorado, el Bosc Nacional Roosevelt compta amb seccions de sis àrees salvatges. És administrat juntament amb Bosc Nacional Arapaho i Praderia Nacional Pawnee. |     |
| Sabine                                          | A sign for Sabine National Forest. | | Texas 31° 30′ N, 93° 52′ O / 31.500°N,93.867°O                                  | 1936          | 652,5    | El Bosc Nacional Sabine voreja el costat oest de l'embassament Toledo Bend i conté 45 quilòmetres de senders. L'única àrea salvatge del bosc és Indian Mounds. Bosc primari es pot trobar a les àrees salvatges al bosc, així com a la cala Mill Creek (Mill Creek Cove) al llarg de les ribes de l'embassament.:312–316 |     |
| Salmon- Challis                                 | Borah Peak and the Lost River Range in winter.                                                                                        | | Idaho 45° 07′ N, 114° 09′ O / 45.117°N,114.150°O                                | 1908          | 17.105,8 | El Bosc Nacional Salmon-Challis inclou seccions de les àrees salvatges Salmon River i Frank Church—River of No Return. El punt més alt d'Idaho, el pic Borah a uns 3.859 metres, es troba a la serralada del Lost River ("riu perdut") localitzada al bosc. |     |
| Sam Houston                                     | A hardwood swamp. | | Texas 30° 32′ N, 95° 21′ O / 30.533°N,95.350°O                                  | 1936          | 660,7    | El sender Lone Star ("estrella solitària") travessa el Bosc Nacional Sam Houston, que limita amb el llac Conroe i el llac Livingston. Little Lake Creek és l'única àrea salvatge situada al bosc. |     |
| Samuel R. McKelvie                              | Grassland approaching the forest edge.                                                                                                | | Nebraska 42° 43′ N, 101° 02′ O / 42.717°N,101.033°O                             | 1971          | 468,8    | Situat a l'ecoregió dels Sandhills ("turons de sorra") de l'oest de Nebraska, el bosc nacional Samuel R. McKelvie consta d'una combinació de praderies i arbres plantats des del 1903, dels quals el pi ponderosa ha tingut el més èxit.:243–244 |     |
| San Bernardino                                  | Mount Baldy viewed from Silverwood Lake.                                                                                              | Monument Nacional de les Muntanyes de Santa Rosa i San Jacinto Monument Nacional de les Muntanyes de San Gabriel Monument Nacional Sand to Snow | Califòrnia 34° 03′ N, 116° 57′ O / 34.050°N,116.950°O                           | 1893          | 2.746,5  | El Bosc Nacional San Bernardino inclou una part del Monument Nacional de les Muntanyes de Santa Rosa i San Jacinto (Santa Rosa and San Jacinto Mountains National Monument) i el Monument Nacional de les Muntanyes de San Gabriel (San Gabriel Mountains National Monument). El bosc conté el llac Arrowhead i altres embassaments. |     |
| San Isabel                                      | A valley in the mountains of San Isabel National Forest.                                                                              | Monument Nacional del Canyó Browns | Colorado 38° 24′ N, 105° 56′ O / 38.400°N,105.933°O                             | 1902          | 4.487,2  | 19 dels 54 fourteeners de Colorado (un fourteener és una muntanya amb elevació d'almenys 14.000 peus o 4.270 metres) es troben al Bosc Nacional San Isabel inclòs el punt més alt del bosc, el mont Elbert amb 4.400 metres. Aquesta àrea protegida, administrada juntament amb Bosc Nacional Pike, inclou les serralades Sawatch, Collegiate Peaks i Sangre de Cristo, i el Monument Nacional del Canyó Browns (Browns Canyon National Monument) establert sota la Llei d'Antiguitats el 2015. |     |
| San Juan                                        | Mountains in San Juan National Forest.                                                                                                | Monument Nacional de la Roca de Xeneneia | Colorado 37° 30′ N, 107° 39′ O / 37.500°N,107.650°O                             | 1905          | 7.544,5  | El Bosc Nacional San Juan inclou el Monument Nacional de la Roca de Xeneneia (Chimney Rock Monument Nacional) i compta amb elevacions que van des del 1.500 metres fins a més de 4.300 metres. L'àrea salvatge Weminuche és la més gran de Colorado amb 202.250 hectàrees. |     |
| Santa Fe                                        | Aspens and snow-capped mountains in late fall.                                                                                        | Àrea Recreativa Nacional Jemez | Nou Mèxic 35° 54′ N, 106° 13′ O / 35.900°N,106.217°O                            | 1892          | 6.251,4  | Consistueix una àrea protegida que se situa a les muntanyes, deserts i rius del nord de Nou Mèxic. El bosc conté grans porcions de les muntanyes Jemez i Sangre de Cristo. Hi ha quatre àrees salvatges designades al Bosc Nacional Santa Fe. El 1993 es va establir l'Àrea Recreativa Nacional Jemez (Jemez National Recreation Area) per a conservar i restaurar els valors ecològics i culturals de les muntanyes Jemez.                                                                     |     |
| Sawtooth                                        | Stanley Lake and McGown Peak. | Àrea Recreativa Nacional Sawtooth | Idaho, Utah 41° 54′ N, 113° 29′ O / 41.900°N,113.483°O                          | 1905          | 7.293,0  | El Bosc Nacional Sawtooth inclou més de 1.100 llacs i estanys, 1.600 quilòmetres de senders i camins, i deu serralades, amb el punt més alt al pic Hyndman. El bosc inclou l'Àrea Recreativa Nacional Sawtooth (Sawtooth National Recreation Area), la serralada Sawtooth, l'àrea salvatge Sawtooth, quatre estacions d'esquí i quatre espècies endèmiques que es troben en cap altre lloc del món                                                                                              |     |
| Sequoia                                         | Giant sequoias. | Giant Sequoia National Monument | Califòrnia 36° 03′ N, 118° 31′ O / 36.050°N,118.517°O                           | 1908          | 4.610,3  | El Bosc Nacional Sequoia National Forest inclou el Giant Sequoia National Monument, els dos dels quals porten el nom de la sequoia gegant, la més gran espècie d'arbre del món. Hi ha 4.000 quilòmetres de camins mantinguts i abandonats i 1.370 quilòmetres rutes de senderisme al bosc, inclòs el sender Pacific Crest (Cresta del Pacífic). |     |
| Shasta- Trinity                                 | The Trinity Alps near Granite Lake.                                                                                                   | Àrea Recreativa Nacional Whiskeytown-Shasta-Trinity                                                                                             | Califòrnia 41° 08′ N, 122° 12′ O / 41.133°N,122.200°O                           | 1905          | 9.021,5  | Hi ha 10.103 quilòmetres de cursos d'aigua al bosc, i les seves elevacions oscil·len entre 300 metres i 4.322 metres al cim del mont Shasta. El bosc conté cinc àrees salvatges i 740 quilòmetres de rutes de senderisme. |     |
| Shawnee                                         | The Garden of the Gods at sunset. | | Illinois 37° 30′ N, 88° 48′ O / 37.500°N,88.800°O                               | 1936          | 1.106,7  | Com l'únic bosc nacional d'Illinois, Shawnee es troba a la part sud de l'estat i conté set àrees salvatges, inclòs el Garden of the Gods ("jardí dels déus"). Entre les moltes rutes de senderisme al bosc és el sender River to River ("del riu al riu"), que és de 260 quilòmetres de llarg. |     |
| Shoshone                                        | Pingora Peak and Lonesome Lake. | | Wyoming 44° 02′ N, 109° 32′ O / 44.033°N,109.533°O                              | 1891          | 9.871,6  | Situat al ecosistema de gran Yellowstone, aquest bosc inclou part de les serrelades Absaroka, Beartooth i Wind River. Hi ha cinc àrees salvatges que constitueixen el 56% del bosc. Les elevacions arriben a 4.207 metres d'alçària al pic Gannett, el punt més alt de Wyoming. |     |
| Sierra                                          | Lake of the Lone Indian and surrounding mountains.                                                                                    | | Califòrnia 37° 16′ N, 119° 12′ O / 37.267°N,119.200°O                           | 1893          | 5.306,3  | El Bosc Nacional Sierra es localitza al vessant occidental de la Sierra Nevada. Les seves elevacions arriben a 4.263 metres. Hi ha 2.900 quilòmetres de corrents, 480 llacs, 11 embassaments i 63 càmpings al bosc.:137–143 |     |
| Siuslaw                                         | Sand dunes at Oregon Dune National Recreation Area.                                                                                   | Àrea Recreativa Nacional Oregon Dunes | Oregon 44° 32′ N, 123° 53′ O / 44.533°N,123.883°O                               | 1908          | 2.551,4  | El bosc, que inclou l'Àrea Recreativa Nacional Oregon Dunes, tres àrees salvatges i l'Àrea Escènica de Recerca Cascade Head (Cascade Head Scenic Research Area), se situa a la serralada de la costa central d'Oregon (Central Oregon Coast Range). Siuslaw inclou el pic Marys (Marys Peak) que arriba a una alçària de 1.249 metres i constitueix el punt més alt del bosc. |     |
| Six Rivers                                      | The Salmon River during spring. | Àrea Recreativa Nacional Smith River | Califòrnia 40° 21′ N, 123° 36′ O / 40.350°N,123.600°O                           | 1947          | 3.950,9  | El Bosc Nacional Six Rivers rep el seu nom dels sis rius Smith, Klamath, Trinity, Mad, Van Duzen i Eel. El bosc inclou també el sistema del riu Salmon de Califòrnia, el qual ha estat designat un riu salvatge i escènic nacional. |     |
| Stanislaus                                      | Cherry Lake and the surrounding forest.                                                                                               | | Califòrnia 38° 10′ N, 120° 01′ O / 38.167°N,120.017°O                           | 1897          | 3.639,8  | Stanislaus compta amb més de 1.300 quilòmetres de corrents i quatre àrees salvatges, incloent l'àrea salvatge Carson-Iceberg. L'àrea salvatge Emigrant voreja la zona nord-oest del Parc Nacional de Yosemite.:147–150 |     |
| Sumter                                          | | | Carolina del Sud 34° 00′ N, 82° 15′ O / 34.000°N,82.250°O                       | 1936          | 1.508,1  | El Bosc Nacional Sumter conté 22 cascades amb alçàries que van des 3,7 metres a 46 metres i una part de l'àrea salvatge Ellicott Rock, l'única àrea salvatage situada en tres estats diferents (Carolina del Nord, Carolina del Sud i Geòrgia). |     |
| Superior                                        | The view over the forest from Eagle Mountain.                                                                                         | | Minnesota 47° 50′ N, 91° 31′ O / 47.833°N,91.517°O                              | 1909          | 8.469,7  | El Bosc Nacional Superior limita amb el Parc Nacional dels Voyageurs i inclou l'àrea salvatge Boundary Waters Canoe Area (Àrea del Piragüisme de les Aigües Frontereres), que compta amb més de 2,400 quilòmetres de rutes en canoa, 1.000 llacs i 2.200 càmpings designats. Eagle Mountain, el punt més alt de Minnesota a uns 700 metres, es troba també al bosc. |     |
| Tahoe                                           | A meadow with wildflowers. | | Califòrnia 39° 23′ N, 120° 32′ O / 39.383°N,120.533°O                           | 1899          | 3.528.6  | El Bosc Nacional Tahoe és a la Sierra Nevada al nord-oest del llac Tahoe. Una secció de l'àrea salvatge Granite Chief es troba dins del bosc. Els rius Yuba i North Yuba i la bifurcació central del riu American travessen o voregen aquesta àrea protegida.:151–156 |     |
| Talladega                                       | Cheaha Lake at the base of Mount Cheaha from above.                                                                                   | | Alabama 33° 26′ N, 85° 51′ O / 33.433°N,85.850°O                                | 1936          | 1.590.4  | El bosc nacional inclou les àrees salvatages Cheaha i Dugger Mountain. La carretera secundària escènica Talladega (Talladega National Scenic Byway) i el sender recreatiu nacional de Pinhoti (Pinhoti National Recreation Trail) travessen el bosc. Talladega s'administra juntament amb els altres boscos nacionals localitzats a Alabama.:8–11 |     |
| Tombigbee                                       | The Lakeside Trail winding around Choctaw Lake.                                                                                       | | Mississipi 33° 56′ N, 88° 56′ O / 33.933°N,88.933°O                             | 1959          | 272,3    | Situat al nord-est de Mississipi, Tombigbee cobreix una zona de suaus turons que van ser abandonades terres de cultiu abans de l'establiment del bosc. És administrat juntament amb els altres boscos localitzats a l'estat. |     |
| Tongass                                         | Mountains and water in Tongass National Forest.                                                                                       | Admiralty Island National Monument Misty Fiords National Monument                                                                               | Alaska 56° 48′ N, 133° 54′ O / 56.800°N,133.900°O                               | 1907          | 68.062,2 | El Tongass és el major bosc nacional dels Estats Units. S'estén per 800 quilòmetres a través de sud-est d'Alaska des se la frontera amb Canadà fins a l'oceà Pacífic. El Tongass cobreix gairebé la mateixa superfície que els Països Catalans. Aproximadament un terç del bosc està cobert per 19 àrees salvatges. També conté el Misty Fiords National Monument l'Admiralty Island National Monument proclamats sota la Llei d'Antiguitats.                                                   |     |
| Tonto                                           | Tonto National Forest canyons from above.                                                                                             | | Arizona 33° 52′ N, 111° 17′ O / 33.867°N,111.283°O                              | 1905          | 11.601,4 | El Bosc Nacional Tonto s'estén des del desert de Sonora als boscos de pins del Marge Mogollón. Hi ha vuit àrees salvatges i diversos llacs i embassaments dins dels límits del bosc. |     |
| Tuskegee                                        | A bike along a trail in Tuskegee National Forest.                                                                                     | | Alabama 32° 28′ N, 85° 36′ O / 32.467°N,85.600°O                                | 1959          | 45,9     | Tuskegee és un dels més petits boscos nacionals. S'administra juntament amb els altres boscos nacionals d'Alabama. El sender recreatiu nacional de Bertram (Bertram National Recreation Trail) es troba al bosc; va ser el primer d'aquests senders localitzats a Alabama. La zona va ser proclamada un bosc nacional pel president Dwight D. Eisenhower el 1959. Abans de la seva adquisició pel govern federal, l'àrea va ser un erm erosionat gairebé sense arbres.                          |     |
| Uinta- Wasatch- Cache                           | Aspens below mountains in fall. | | Utah, Wyoming, Idaho 41° 15′ N, 111° 26′ O / 41.250°N,111.433°O                 | 1897          | 10.086,4 | Hi ha nou àrees salvatges al bosc, que ocupa part de la serralada Wasatch i el Uinta. El mont Nebo i el mont Timpanogos es troben en àrees salvatges a la vora de les grans àrees urbanes del nord de Utah.:302–309 |     |
| Umatilla                                        | A trail atop Oregon Butte. | | Oregon, Washington 45° 38′ N, 118° 11′ O / 45.633°N,118.183°O                   | 1908          | 5.692,1  | Situat a les Blue Mountains (Muntanyes Blaves) del nord-est d'Oregon, el Bosc Nacional Umatilla inclou tres àrees salvatges que ocupen més del 20 per cent de la seva superfície. El bosc compta amb més de 1.151 quilòmetres de senders, 3.200 quilòmetres de camins, i un dels més grans ramats de uapitís de qualsevol bosc nacional del país. |     |
| Umpqua                                          | The Calapooya Mountains from Fairview Peak Lookout.                                                                                   | | Oregon 43° 13′ N, 122° 35′ O / 43.217°N,122.583°O                               | 1907          | 3.987,6  | El Bosc Nacional Umpqua és a la Serralada de les Cascades al sud-oest d'Oregon i inclou tres àrees salvatges. Els Watson Falls és una cascada que té una alçada de 83 metres situada al Watson Creek, un afluent del riu Clearwater. |     |
| Uncompahgre                                     | Wetterhorn Peak. | | Colorado 38° 16′ N, 108° 07′ O / 38.267°N,108.117°O                             | 1905          | 3.851,3  | La part nord de les muntanyes San Juan (San Juan Mountains) i l'altiplà d'Uncompahgre (Uncompahgre Plateau) es localitzen en aquest bosc nacional. El bosc també conté la gorja Uncompahgre (Uncompahgre Gorge) i tres àrees salvatges. |     |
| Uwharrie                                        | A pond in Uwharrie National Forest.                                                                                                   | | Carolina del Nord 35° 24′ N, 79° 56′ O / 35.400°N,79.933°O                      | 1961          | 206,7    | Uwharrie limita amb el costat est del llac Badin i té una àrea salvatge: Birkhead Mountains. El bosc és administrat juntament amb els altres boscos nacionals situats a Carolina del Nord. |     |
| Wallowa- Whitman                                | The Wallowa Mountains. | Àrea Recreativa Nacional Hells Canyon | Oregon, Idaho 45° 13′ N, 117° 31′ O / 45.217°N,117.517°O                        | 1905          | 9.151,2  | El Bosc Nacional Wallowa-Whitman se situa principalment al nord-est d'Oregon als Estats Units amb un petita secció al sud-oest d'Idaho. S'estén des de les Blue Mountains ("muntanyes blaves") fins al riu Snake. Les elevacions varien des de 267 metres a Hells Canyon ("canyó de l'infern"), el cangost més profund d'Amèrica del Nord, fins a 3.001 metres a la cimera del pic Sacajawea a l'àrea salvatge Eagle Cap.                                                                       |     |
| Wayne                                           | A sign for Wayne National Forest. | | Ohio 39° 10′ N, 82° 25′ O / 39.167°N,82.417°O                                   | 1951          | 984,1    | Wayne és l'únic bosc nacional localitzat a Ohio, on es troba entre els raiguers de les Muntanyes Apalatxes. El bosc conté 480 quilòmetres de senders, entre ells el sender North Country que passa a través de diverses seccions d'aquesta àrea protegida. |     |
| White Mountain                                  | The Sandwich Range in winter. | | Nou Hampshire, Maine 44° 09′ N, 71° 25′ O / 44.150°N,71.417°O                   | 1918          | 3.082,4  | Aquest bosc nacional se situa a les muntanyes White, travessades pel sender dels Apalatxes i per la carretera secundària escènica White Mountain (White Mountain Scenic Byway). El bosc inclou el mont Washington, que a uns 1.917 metres és el punt més alt del nord-est dels Estats Units i la localització de la velocitat del vent més ràpid mai registrat a la terra, tot i que la cimera es troba en un parc estatal.                                                                     |     |
| White River                                     | The Maroon Bells and Maroon Lake in fall.                                                                                             | | Colorado 39° 34′ N, 106° 53′ O / 39.567°N,106.883°O                             | 1891          | 9.255,0  | El Bosc Nacional White River se situa al nord-oest de Colorado als Estats Units. Porta el nom del riu White que passa a través de la seva secció nord. White River, que és el bosc nacional més visitat del país, abasta més de 9.200 quilòmetres quadrats d'oportunitats recreatives amb 12 estacions d'esquí, vuit àrees salvatges, deu fourteeners o cims de muntanya que atenyen més de 14.000 peus (4.270 metres) i 4.000 quilòmetres de rutes de senderisme.:255–263                      |     |
| Willamette                                      | The Breitenbush River. | | Oregon 44° 07′ N, 122° 11′ O / 44.117°N,122.183°O                               | 1933          | 6.810,2  | Se situa a la Serralada de les Cascades on s'estén des del mont Jefferson fins al mont Washington. Les designades àrees salvatges constitueixen al voltant del 20 per cent del bosc, però Willamette també conté 9.700 quilòmetres de camins. |     |
| William B. Bankhead                             | Clear Creek. | | Alabama 34° 14′ N, 87° 20′ O / 34.233°N,87.333°O                                | 1918          | 736,5    | Aquest bosc conté 246 quilòmetres de senders i l'àrea salvatge de Sipsey, una zona de 10.086 hectàrees que és la major àrea salvatage a l'est del riu Mississipi. És administrat juntament amb els altres tres boscos nacionals localitzats a Alabama. |     |